# اورسولا جاستین
اورسولا جاستین (به انگلیسی: Ursula Justin؛ ۱۶ اکتبر ۱۹۲۷ – ۵ ژانویهٔ ۲۰۲۴) بازیگر اهل آلمان بود. او در طول دهه ۱۹۵۰، در شش فیلم، که همگی توسط همسرش گزا فون سیفرا، کارگردانی شده‌بودند، ایفای نقش کرد.
جاستین در ۵ ژانویهٔ ۲۰۲۴، در سن ۹۶ سالگی درگذشت.